# 시라카와 천황
시라카와 천황(일본어: 白河天皇, 1053년 7월 7일 ~ 1129년 7월 24일)은 일본의 제 72대 천황으로 휘는 사다히토(貞仁)이다. 아들인 제73대 호리카와 천황때부터 시작하여 제74대 도바 천황, 제75대 스토쿠 천황에 이르기까지 3대 43년간 원정을 펼쳤다. 이것을 「치천의 군(治天の君)」이라 한다.

## 생애
시라카와는 당시 태자였던 아버지 고산조와 어머니 후지와라노 시게코(藤原 茂子) 사이에서 태어났다. 17살에 아버지 고산조가 덴노 자리에 올라 태자가 된다.
1073년 1월 18일 아버지 고산조가 인세이가 될 목적으로 덴노자리를 물려주면서 덴노가 되고 반년만에 아버지 고산조가 급사하면서 실질적인 덴노로 자리잡는다. 즉위후부터 섭관가이자 실권자인 후지와라 가문의 권세를 약화시키는 데 노력을 기울인다.
오토쿠 3년(1086년) 병사한 황태자 대신 8세의 아들을 황태자로 내세운 다음날 양위하였다.(제73대 호리카와 천황) 시라카와인(白河院)에서 상황 자신이 정무를 맡는 이른바 원정(인세이, 院政)이 출현했다. 이후로 임명된 셋쇼와 간바쿠는 명목상의 존재에 가깝게 되었지만, 시라카와 상황 역시 당초부터 강한 권력을 가지고 있던 것은 아니었다. 재위 당시부터의 간바쿠였던 후지와라노 모로자네와는 협조 관계를 유지하여 친정기 및 원정 초기에는 섭관 정치와 큰 차이는 없었다.
이러한 상황은 모로자네의 급서에 의한 섭관가 내부의 혼란 및 호리카와 천황의 사망으로 어린 손자인 도바 천황이 즉위한 것이 계기로 바뀌게 된다. 어린 천황(도바 천황)의 재출현과 정치적으로 미숙한 젊은 섭정(후지와라노 다다자네)의 등장이 시라카와 상황에게 권력이 집중된 결과를 낳게 되었다고 짐작된다. 실권을 장악한 법황은 중하류 귀족 및 무가 출신의 신하를 임용해 전제적인 정치를 실시했다.(1129년) 사망하였다. 향년 77세.

## 가계도
- 중궁(中宮) : 후지와라노 카타이코(藤原 賢子) (1057~1084) - 미나모토노 아키후사(源 顕房)의 딸이자 후지와라노 모로자네(藤原 師実)의 딸
  - 제1황자 : 아츠후미 친왕(敦文 親王) (1074~1077)
  - 제1황녀 : 야스코 내친왕(媞子 内親王) (1076~1096)
  - 제3황녀 : 요시코 내친왕(令子 内親王) (1078~1144)
  - 제3황자 : 타루히토 친왕(善仁 親王) - (호리카와 천황)
  - 제4황녀 : 요시코 내친왕(禛子 内親王) (1081~1156)
- 뇨고(女御) : 죠쿄덴노 뇨고(承香殿女御) 후지와라노 미치코(藤原 道子) (1042~1132) - 후지와라노 요시나가(藤原 能長)의 딸
  - 제2황녀 : 요시코 내친왕(善子 内親王) (1077~1133)
- 텐지(典侍) : 후지와라노 츠네코(藤原 経子) - 후지와라노 츠네히라(藤原 経平)의 딸
  - 제2황자 : 카쿠교 법친왕(覚行 法親王) (1075~1105)
- 텐지(典侍) : 미나모토노 모로코(源 師子) (1070~1149) - 미나모토노 아키후사(源 顕房)의 딸이자 중궁 카타이코의 동생
  - 제4황자 : 카쿠호 법친왕(覚法 法親王) (1092~1153)
- 쇼지(掌侍) : 미나모토노 모리코(源 盛子) - 미나모토노 요리츠나(源 頼綱)의 딸
  - 제5황녀 키미코 내친왕(官子 内親王) (1090~?)
- 궁인(宮人) : 미나모토노 요리코(源 頼子) - 미나모토노 요리츠나(源 頼綱)의 딸이자 모리코의 언니 또는 동생
- 궁인(宮人) : 카스가노도노(春日殿) 후지와라씨(藤原氏) - 후지와라노 모로카네(藤原 師兼)의 딸
  - 제5황자 : 쇼에 법친왕(聖恵 法親王) (1094~1137)
- 궁인(宮人) : 후지와라씨(藤原氏) - 후지와라노 스에자네(藤原季実)의 딸
  - 제6황녀 : 노부코 내친왕(恂子 内親王) (1093~1132)
- 궁인(宮人) : 미나모토씨(源氏) - 미나모토노 아키후사(源 顕房)의 딸
  - 황자 : 죠쇼(静証)
- 궁인(宮人) : 미나모토씨(源氏) - 미나모토노 마사나가(源 政長)의 딸
  - 황자 : 교케이(行慶) (?~1165)
- 궁인(宮人) : 미나모토씨(源氏) - 미나모토노 아리무네(源 有宗)의 딸
  - 황자 : 엔교(円行) (1128~1143)
- 궁인(宮人) : 기온노 뇨고(祇園 女御)
- 궁인(宮人) : 기온노 뇨고(祇園女御)의 여동생
- 궁인(宮人) : 로노 온카타(廊御方) - 후지와라노 미치스에(藤原 通季)의 딸
- 궁인(宮人) : 카모노 뇨고(賀茂女御) 宇礼志岐(1070~1148) - 가모 가사스케(賀茂 重助)의 딸
- 궁인(宮人) : 카모노 뇨고(賀茂女御) 伊波比乎 - 가모 가사스케(賀茂 重助)의 딸

## 인물
- 자기 뜻대로 되지 않는 세 가지, 즉 천하삼불여의(天下三不如意)에 대해 말한 것이 유명하다. 「헤이케 이야기」에는 「가모 강의 강물, 쌍륙판의 주사위 눈금, 야마부시(히에이 산의 승병)」은 마음대로 할 수 없다고 한탄했다는 일화가 실려있다(이는 뒤집어서 말하면 이 세 가지를 제외하면 나머지는 모두 상황 자신의 마음대로 할 수 있다는 말로 인세이 시기 상황이 누렸던 강대한 권력을 상징하는 말로 쓰이기도 한다).

## 같이 보기
- 일본 천황
- 고시라카와 천황